# Pinhal
Pinhal là một đô thị thuộc bang Rio Grande do Sul, Brasil. Đô thị này có diện tích 68,217 km², dân số năm 2007 là 2362 người, mật độ 34,62 người/km².